# Xiphopteris hieronymusii
Xiphopteris hieronymusii là một loài dương xỉ trong họ Polypodiaceae. Loài này được Holttum mô tả khoa học đầu tiên.
Danh pháp khoa học của loài này chưa được làm sáng tỏ. 